# Pistolet Valtro Resolver
Valtro Resolver – włoski pistolet samopowtarzalny zasilany amunicja 9 mm Short (.380 ACP).
W 1993 roku włoska firma Sites zaprezentowała na targach IWA pistolet samopowtarzalny Resolver. Był to samopowtarzalny pistolet kalibru 9 mm, zasilany amunicja 9 mm Short z siedmionabojowego magazynka. Automatyka tej broni działała na zasadzie odrzutu zamka swobodnego. Pistolet wyposażony był w mechanizm uderzeniowo-spustowy z wyłącznym samonapinaniem (DAO). Pistolet wyposażony był w bezpiecznik zewnętrzny umieszczony na zamku. Zatrzask magazynka po lewej stronie chwytu pistoletowego. Za spustem znajdowała się niewielka dźwignia której wciśnięcie umożliwiało zsunięcie zamka ze szkieletu i rozłożenie broni. Pistolet wykonany był ze stali nierdzewnej. Charakterystyczna cechą Resolvera była niewielka grubość - zaledwie 17 mm. Broń ta była produkowana seryjnie, ale szybko zniknęła z oferty firmy Sites z uwagi na niewielkie zainteresowanie kupujących. W 2000 roku prawa do produkcji tej broni zakupiła inna włoska firma - Veltro Spa. Po wyposażeniu broni w grubsze okładki chwytu zwiększające grubość pistoletu do 30 mm została ona kolejny raz zaprezentowana na IWA (w 2001 roku), a następnie ponownie trafiła na cywilny rynek broni.